# Campionati africani di atletica leggera 2010 - Lancio del giavellotto maschile
Il concorso del lancio del giavellotto ai campionati africani di atletica leggera di Nairobi 2010 si è svolto il 1º agosto 2010 presso lo Stadio Nazionale Nyayo di Nairobi, in Kenya.

## Medagliere
| Oro     | Ihab Al Sayed Abdelrahman Egitto |
| Argento | Gerhardus Pienaar Sudafrica      |
| Bronzo  | Julius Yego Kenya                |

## Programma
| Data           | Ora   | Evento |
| -------------- | ----- | ------ |
| 1º agosto 2010 | 14:10 | Finale |

## Risultati

### Finale
| Class   | Atleta                    | Nazione            | #1    | #2    | #3    | #5    | #5    | #6    | Risultati | Note                                     |
| ------- | ------------------------- | ------------------ | ----- | ----- | ----- | ----- | ----- | ----- | --------- | ---------------------------------------- |
| Oro     | Ihab Al Sayed Abdelrahman | Egitto             | 74.94 | 74.78 | 77.19 | 77.09 | 78.02 | X     | 78.02     | Miglior prestazione personale stagionale |
| Argento | Gerhardus Pienaar         | Sudafrica          | 74.97 | 73.77 | X     | 73.77 | 75.20 | 75.96 | 75.96     |                                          |
| Bronzo  | Julius Yego               | Kenya              | 71.70 | 70.54 | 74.51 | 72.29 | 71.67 | 72.95 | 74.51     | Miglior prestazione personale stagionale |
| 4       | Ulrich Damon              | Sudafrica          | 64.90 | 66.00 | 71.18 | 68.44 | 65.69 | 71.50 | 71.50     |                                          |
| 5       | Tobie Holtzhausen         | Sudafrica          | 63.54 | 66.77 | 61.42 | 61.41 | 65.40 | 65.08 | 66.77     |                                          |
| 6       | Mitko Tilahun             | Etiopia            | 65.02 | 61.58 | 64.71 | 60.65 | X     | 56.23 | 65.02     |                                          |
| 7       | Patrick Kibwota           | Uganda             | 63.88 | 62.54 | 64.22 | X     | 62.21 | 60.22 | 64.22     |                                          |
| 8       | Michael Rono              | Kenya              | X     | 55.97 | 64.11 | 63.39 | 63.22 | 62.02 | 64.11     | Miglior prestazione personale stagionale |
| 9       | Moctar Djigui             | Mali               | 63.14 | 61.88 | 60.72 |       |       |       | 63.14     |                                          |
| 10      | Sammy Keskeny             | Kenya              | 63.10 | X     | 61.38 |       |       |       | 63.10     |                                          |
| 11      | Jean Luck Mukoko          | RD del Congo       | 49.24 | 46.16 | X     |       |       |       | 49.24     |                                          |
| dns     | Mohamed Ali Kebabou       | Tunisia            |       |       |       |       |       |       | dns       |                                          |
| dns     | Manuella Kombo            | Rep. Centrafricana |       |       |       |       |       |       | dns       |                                          |
| dns     | Msama Mpundu              | Zambia             |       |       |       |       |       |       | dns       |                                          |